# Lebanese Broadcasting Corporation
Lebanese Broadcasting Corporation (المؤسسة اللبنانية للإرسال) o LBC è una rete televisiva in lingua araba del Libano. Molto popolare nel mondo arabo, viene trasmessa in diverse versioni a seconda del pubblico a cui si rivolge (arabo, europeo, australiano).
È stata fondata durante la guerra civile libanese per sostenere le idee delle Forze Libanesi, ma in seguito è diventata meno schierata e più neutrale.
Questa rete è spesso considerata la lingua araba seconda corda in termini di reddito, dopo la con sede a Dubai MBC. E fa parte dei quattro principali canali arabo MBC 1, LBC-2, 3-DUBAI-TV e 4-FutureTV.
Questo canale è spesso considerato il secondo nel mondo arabao in termini di introiti, dopo la MBC di Dubai. Fa parte dei quattro principali canali arabi: MBC, LBC, Future TV e Al Jazeera.
L'emiro Al-Walid bin Talal ha comprato la maggioranza delle azioni di LBC, ma la gestione è ancora ad opera di Pierre Daher.
Ha adattato e trasmesso format internazionali globali come Survivor, Star Academy, Celebrity Farm e Fort Boyard.